# Diócesis de Lexington
La diócesis de Lexington (en latín: Dioecesis Lexingtonen(sis) y en inglés: Roman Catholic Diocese of Lexington) es una circunscripción eclesiástica de la Iglesia católica en Estados Unidos. Se trata de una diócesis latina, sufragánea de la arquidiócesis de Louisville. Desde el 12 de marzo de 2015 su obispo es John Eric Stowe, de la Orden de Frailes Menores Conventuales.

## Territorio y organización
La diócesis tiene 42 520 km² y extiende su jurisdicción sobre los fieles católicos de rito latino residentes en 51 condados del estado de Kentucky: Anderson, Bath, Bell, Bourbon, Boyd, Boyle, Breathitt, Carter, Clark, Clay, Cumberland, Elliott, Estill, Fayette, Floyd, Franklin, Garrard, Greenup, Harlan, Jackson, Jessamine, Johnson, Knott, Knox, Laurel, Lawrence, Lee, Leslie, Letcher, Lincoln, Madison, Magoffin, Martin, McCreary, Menifee, Mercer, Montgomery, Morgan, Nicholas, Owsley, Perry, Pike, Powell, Pulaski, Rockcastle, Rowan, Scott, Wayne, Whitley, Wolfe y Woodford.
La sede de la diócesis se encuentra en la ciudad de Lexington, en donde se halla la Catedral de Cristo Rey.
En 2021 en la diócesis existían 59 parroquias.

## Historia
La diócesis fue erigida el 14 de enero de 1988 con la bula Kentukianae ecclesiae del papa Juan Pablo II, obteniendo el territorio de la diócesis de Covington y de la arquidiócesis de Louisville.
El 16 de febrero de 1989, con la carta apostólica Unum qui laeti, el papa Juan Pablo II confirmó a la Santísima Virgen María, venerada con el título de Regina Caeli, como patrona de la diócesis.

## Estadísticas
Según el Anuario Pontificio 2022 la diócesis tenía a fines de 2021 un total de 40 589 fieles bautizados.
| Año                                                                             | Población            | Población | Población      | Sacerdotes | Sacerdotes    | Sacerdotes    | Bautizados por sacerdote | Diáconos permanentes | Religiosos | Religiosos | Parroquias |
| Año                                                                             | Bautizados católicos | Total     | % de católicos | Total      | Clero secular | Clero regular | Bautizados por sacerdote | Diáconos permanentes | Varones    | Mujeres    | Parroquias |
| ------------------------------------------------------------------------------- | -------------------- | --------- | -------------- | ---------- | ------------- | ------------- | ------------------------ | -------------------- | ---------- | ---------- | ---------- |
| 1990                                                                            | 40 390               | 1 390 600 | 2.9            | 67         | 48            | 19            | 602                      | 13                   | 21         | 215        | 44         |
| 1999                                                                            | 41 997               | 1 444 148 | 2.9            | 71         | 50            | 21            | 591                      | 30                   | 3          | 176        | 60         |
| 2000                                                                            | 48 408               | 1 459 465 | 3.3            | 73         | 51            | 22            | 663                      | 34                   | 25         | 159        | 61         |
| 2001                                                                            | 47 583               | 1 436 583 | 3.3            | 68         | 49            | 19            | 699                      | 33                   | 23         | 151        | 65         |
| 2002                                                                            | 46 183               | 1 492 792 | 3.1            | 72         | 51            | 21            | 641                      | 33                   | 25         | 143        | 64         |
| 2003                                                                            | 45 153               | 1 492 784 | 3.0            | 69         | 47            | 22            | 654                      | 34                   | 26         | 140        | 64         |
| 2004                                                                            | 45 815               | 1 492 784 | 3.1            | 67         | 42            | 25            | 683                      | 33                   | 30         | 138        | 64         |
| 2013                                                                            | 47 900               | 1 601 000 | 3.0            | 64         | 44            | 20            | 748                      | 71                   | 23         | 66         | 63         |
| 2016                                                                            | 44 170               | 1 635 459 | 2.7            | 64         | 46            | 18            | 690                      | 67                   | 20         | 51         | 60         |
| 2019                                                                            | 43 400               | 1 671 400 | 2.6            | 62         | 47            | 15            | 700                      | 79                   | 15         | 42         | 59         |
| 2021                                                                            | 40 589               | 1 593 400 | 2.5            | 59         | 48            | 11            | 687                      | 73                   | 11         | 39         | 59         |
| Fuente: Catholic-Hierarchy, que a su vez toma los datos del Anuario Pontificio. |                      |           |                |            |               |               |                          |                      |            |            |            |

## Episcopologio
- James Kendrick Williams (14 de enero de 1988-11 de junio de 2002 renunció)
- Ronald William Gainer (13 de diciembre de 2002-24 de enero de 2014 nombrado obispo de Harrisburg)
- John Eric Stowe, O.F.M.Conv., desde el 12 de marzo de 2015